# Ronde van Vlaanderen 1939
De 23ste editie van de Ronde van Vlaanderen werd verreden op 2 april 1939 over een afstand van 230 km van Gent naar Wetteren. De gemiddelde uursnelheid van de winnaar was 35,200 km/h. Van de vertrekkers bereikten er 47 de aankomst.
De start van de wedstrijd werd verlaat en het parcours werd 30 kilometer ingekort, omdat de renners de mogelijkheid dienden te hebben om te gaan stemmen voor de parlementsverkiezingen van 1939 die op dezelfde dag werden georganiseerd.

## Hellingen
- Kwaremont
- Kruisberg
- Edelareberg

## Uitslag
| Rang | Renner                  | Land   | Ploeg              | Tijd     |
| ---- | ----------------------- | ------ | ------------------ | -------- |
| 1    | Karel Kaers             | België | Alcyon-Dunlop      | 6h32'00" |
| 2    | Romain Maes             | België | geen               | 10"      |
| 3    | Edward Vissers          | België | Alcyon-Dunlop      | zt       |
| 4    | Roger Van Den Driessche | België | Essor              | op 1'15" |
| 5    | Auguste Toubeau         | België | Essor              | op 2'30" |
| 6    | Frans Spiessens         | België | Helyett-Hutchinson | z.t.     |
| 7    | Sylvain Grysolle        | België | Dilecta-Wolber     | op 2'40" |
| 8    | Joseph Moerenhout       | België | Colin              | z.t.     |
| 9    | Frans Bonduel           | België | Dilecta-Wolber     | z.t.     |
| 10   | Albert Hendrickx        | België | Labor-Dunlop       | z.t.     |

1913 · 
1914 · 
1915 · 
1916 · 
1917 · 
1918 · 
1919 · 
1920 · 
1921 · 
1922 · 
1923 · 
1924 · 
1925 · 
1926 · 
1927 · 
1928 · 
1929 · 
1930 · 
1931 · 
1932 · 
1933 · 
1934 · 
1935 · 
1936 · 
1937 · 
1938 · 
1939 · 
1940 · 
1941 · 
1942 · 
1943 · 
1944 · 
1945 · 
1946 · 
1947 · 
1948 · 
1949 · 
1950 · 
1951 · 
1952 · 
1953 · 
1954 · 
1955 · 
1956 · 
1957 · 
1958 · 
1959 · 
1960 · 
1961 · 
1962 · 
1963 · 
1964 · 
1965 · 
1966 · 
1967 · 
1968 · 
1969 · 
1970 · 
1971 · 
1972 · 
1973 · 
1974 · 
1975 · 
1976 · 
1977 · 
1978 · 
1979 · 
1980 · 
1981 · 
1982 · 
1983 · 
1984 · 
1985 · 
1986 · 
1987 · 
1988 · 
1989 · 
1990 · 
1991 · 
1992 · 
1993 · 
1994 · 
1995 · 
1996 · 
1997 · 
1998 · 
1999 · 
2000 · 
2001 · 
2002 · 
2003 · 
2004 · 
2005 · 
2006 · 
2007 · 
2008 · 
2009 · 
2010 · 
2011 · 
2012 · 
2013 · 
2014 · 
2015 · 
2016 · 
2017 · 
2018 · 
2019 · 
2020 · 
2021 · 
2022 · 
2023 · 
2024
Lijst van beklimmingen